# Stubline (Obrenovac)
Stubline (Servisch cyrillisch Стублине) is een plaats in de Servische gemeente Obrenovac. De plaats telt 3099 inwoners (2002).